# غاي إيتون
غاي إيتون (بالإنجليزية: Gai Eaton)‏ ويعرف أيضا باسم حسن عبد الحكيم ولد في 01 يناير 1921 في مدينة لوزان، عاصمة كانتون فود في سويسرا، وتوفي في 26 فبراير 2010، هو كاتب ومؤرخ وباحث بريطاني من أصل سويسري وأحد الأعلام الذين دخلوا الإسلام بتشجيع من المتصوف والأديب الإنجليزي مارتن لنكز وذلك عام 1951م. درس في كلية كينجز في كامبريج. كان غاي إيتون مستشارا للمركز الثقافي الإسلامي في مسجد ريجنت بارك في لندن لمدة 22 عاما.